# جيرالد ريتشارد بارنز
جيرالد ريتشارد بارنز (بالإنجليزية: Gerald Richard Barnes)‏ هو كاهن كاثوليكي أمريكي، ولد في 22 يونيو 1945 في فينيكس في الولايات المتحدة.